# Hypsugo anthonyi
Hypsugo anthonyi là một loài động vật có vú trong họ Dơi muỗi, bộ Dơi. Loài này được Tate mô tả năm 1942.